# بيت المال

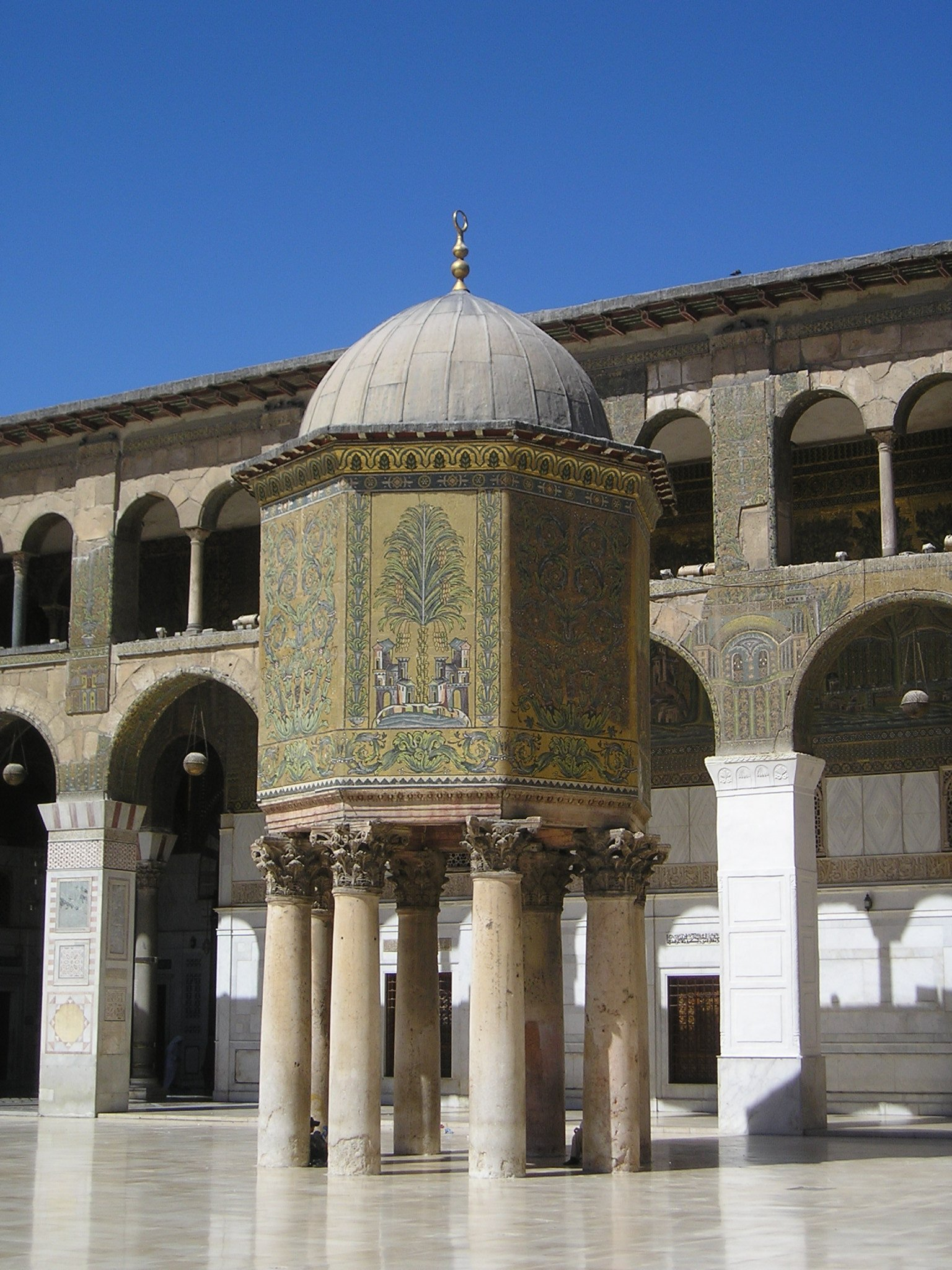
خزينة بيت المال في مسجد بني أمية الكبير بدمشق.

بيت مال المسلمين أو بيت مال الله هو المبنى والمكان الذي تحفظ فيه الأموال العامة للدولة الإسلامية من المنقولات، كالفيء والخمس والغنائم ونحوها، إلى أن تصرف في وجوهها. أستخدم هذين اللفظين منذ صدر الإسلام ثم اكتفي بكلمة «بيت المال» للدلالة على ذلك، حتى أصبح عند الإطلاق ينصرف إليه.
في صدر الإسلام كان بيت المال يبنى ملاصقا لجدار المسجد الجامع، السبب يكمن في أن المسجد لم يكن يغلق في أي ساعة من ليل أو نهار في حينها ولم يكن يخلو من المصلين والقائمين والدارسين، فكان من في المسجد يشعر بأي حركة في بيت المال الملاصق له فيحمى من السرقة. في ما بعد، بعد أن تطورت المدن وأساليب الحياة أصبح بيت المال يقام عليه الحرس للحماية.
موارد بيت المال:
- الخراج.
- الزكاة.
- الجزية.
- الفيء.
- الغنيمة.
- المكوس.

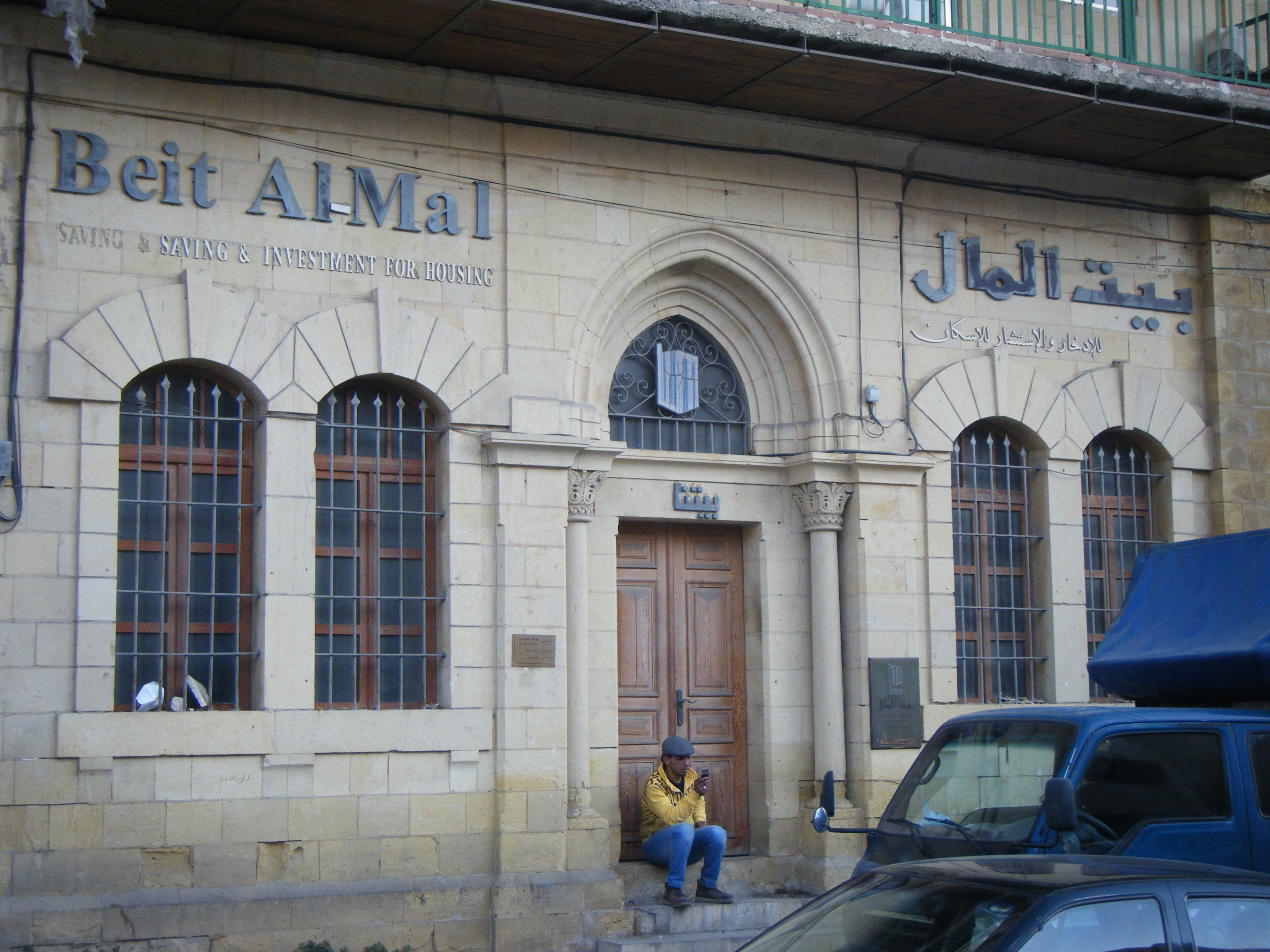
بيت المال بمدينة السلط الأردنية.

تطور لفظ «بيت المال» في العصور الإسلامية اللاحقة إلى أن أصبح يطلق على الجهة التي تملك المال العام للمسلمين، من النقود والعروض والأراضي الإسلامية وغيرها. والمال العام هنا: هو كل مال ثبتت عليه اليد في بلاد المسلمين، ولم يتعين مالكه، بل هو لهم جميعا. قال القاضي الماوردي والقاضي أبو يعلى: كل مال استحقه المسلمون، ولم يتعين مالكه منهم، فهو من حقوق بيت المال. ثم قال: وبيت المال عبارة عن الجهة لا عن المكان. أما خزائن الأموال الخاصة للخليفة أو غيره فكانت تسمى "بيت مال الخاصة.